# San Sebastian (Lempira)
San Sebastian é uma cidade hondurenha do departamento de Lempira.